# Гуковский, Евгений Александрович
Евгений Александрович Гуковский (1896, Одесса, Херсонская губерния — 15 июня 1938) — геолог, исследователь золоторудных месторождений Западной Сибири и россыпной золотоносности Кузнецкого Алатау.

## Биография
Участник восстановления золотопромышленности и развития золоторудной базы региона, уроженец Одессы, из дворян, сын юриста, известного деятеля партии эсеров Гуковский Александр Исаевич. После окончания частной гимназии В. К. Иванова поступил в Петербургский университет (1915), был призван в армию (1916). После демобилизации (1918) работал воспитателем-преподавателем в Петроградской детской колонии, затем призван в РККА (1919), через год уволен по болезни, направлен на лечение в Томск и вскоре откомандирован в Томский университет для завершения образования (1920). Годы учёбы совмещал с работой (сотрудник антропо-геологической экспедиции в Хакасию, коллектор Северо-Енисейской ГРП). После окончания ун-та (1923) преподавал физику в школе в Анжеро-Судженске, геологию в техникуме, был директором железнодорожной школы, с 1926 — зав. метеорологическим отделом Приенисейской областной сельскохозяйственной станции. С 1928 продолжает работать в геологических организациях, в том числе треста «Запсибзолото» (с 1929): поиски магнезитов в Хакасии, Берикульский рудник, Мартайгинский приисковый район, рудники «Первомайск» и «Центральный», с 1933 — геолог геологоразведочного сектора треста, временно исполняющий обязанности нач. сектора. Его исследования охватывают вопросы генезиса и зональности минерализации, классификации коренных м-ний золота, перспектив золотоносности. В декабре 1937 защищает диплом горного инженера в МГРИ. Е. А. автор более 14 работ, в том числе 7 опубликованных в «Вестнике Западной Сибири», «Известиях АН СССР» и других изданиях. Уволен 9 января и арестован 20 января 1938. Допросы и очные ставки с другими арестованными продолжались до начала февраля. Предъявлено обвинение: «…участвовал в правотроцкистской организации, вербовал новых членов, тормозил и занижал золотодобычу, усложнял отчетность». На заседании ВК ВС СССР 15 июня 1938, длившемся 10 минут, приговорен по ст. 58, п. 7, 8, 11 к расстрелу с немедленным исполнением приговора. Реабилитирован постановлением ВК ВС СССР 6 февраля 1958 в связи с пересмотром и прекращением дела за отсутствием состава преступления.
По делу Гуковского репрессированы также:
- Дмитриева Алла Сергеевна. ?-1938. Геолог геологоразведочного сектора треста «Запсибзолото». Расстреляна.
- Корбуш Иван Иванович. ?-1938. Нач. геологоразведочного сектора треста «Запсибзолото». Арестован в начале 1938. Расстрелян.
- Перышкин Г. И. ?-1938. Управляющий трестом «Запсибзолото». Кавалер Ордена Ленина 1935 года за «перевыполнение производственной программы 1934 г. по отдельным трестам золотой промышленности». Расстрелян.